# Балсарень
Балсаре́нь (кат. Balsareny) - муніципалітет, розташований в Автономній області Каталонія, в Іспанії. Код муніципалітету за номенклатурою Інституту статистики Каталонії - 80180. Знаходиться у районі (кумарці) Бажас (коди району - 07 та BG) провінції Барселона, згідно з новою адміністративною реформою перебуватиме у складі Баґарії (округи) Центральна Каталонія. 

## Населення
Населення міста (у 2007 р.) становить 3.410 осіб (з них менше 14 років - 12,9%, від 15 до 64 - 66,8%, понад 65 років - 20,3%). У 2006 р. народжуваність склала 42 особи, смертність - 32 особи, зареєстровано 19 шлюбів. У 2001 р. активне населення становило 1.498 осіб, з них безробітних - 115 осіб.

Серед осіб, які проживали на території міста у 2001 р., 2.367 народилися в Каталонії (з них 1.912 осіб у тому самому районі, або кумарці), 791 особа приїхала з інших областей Іспанії, а 37 осіб приїхало з-за кордону. 

Університетську освіту має 7,5% усього населення. 

У 2001 р. нараховувалося 1.146 домогосподарств (з них 15,7% складалися з однієї особи, 30,4% з двох осіб,25,5% з 3 осіб, 21,2% з 4 осіб, 5,5% з 5 осіб, 1,2% з 6 осіб, 0,3% з 7 осіб, 0,3% з 8 осіб і 0% з 9 і більше осіб).

Активне населення міста у 2001 р. працювало у таких сферах діяльності : у сільському господарстві - 1,9%, у промисловості - 43,7%, на будівництві - 13,1% і у сфері обслуговування - 41,4%. 

 У муніципалітеті або у власному районі (кумарці) працює 1.242 особи, поза районом - 752 особи.

### Безробіття
У 2007 р. нараховувалося 106 безробітних (у 2006 р. - 124 безробітних), з них чоловіки становили 17,9%, а жінки - 82,1%.

## Економіка

### Підприємства міста

#### Промислові підприємства
| \| Промислові підприємства міста, за сферою діяльності \| Промислові підприємства міста, за сферою діяльності \| Промислові підприємства міста, за сферою діяльності \| \| Рік \| 2002 р. \| 2001 р. \| \| --------------------------------------------------- \| --------------------------------------------------- \| --------------------------------------------------- \| \| Енергетичні та водні ресурси \| 17% \| 16% \| \| Хімія та метали \| 7,5% \| 8% \| \| Переробка металів \| 13,2% \| 12% \| \| Продукти харчування \| 9,4% \| 10% \| \| Текстиль \| 20,8% \| 22% \| \| Виробництво меблів, видання \| 22,6% \| 22% \| \| Інше \| 9,4% \| 10% \| \| Усього підприємств \| 53 \| 50 \| |         |         |
| Промислові підприємства міста, за сферою діяльності |         |         |
| Рік | 2002 р. | 2001 р. |
| Енергетичні та водні ресурси | 17%     | 16%     |
| Хімія та метали | 7,5%    | 8%      |
| Переробка металів | 13,2%   | 12%     |
| Продукти харчування | 9,4%    | 10%     |
| Текстиль | 20,8%   | 22%     |
| Виробництво меблів, видання | 22,6%   | 22%     |
| Інше | 9,4%    | 10%     |
| Усього підприємств | 53      | 50      |

#### Роздрібна торгівля
| \| Підприємства роздрібної торгівлі міста, за сферою діяльності \| Підприємства роздрібної торгівлі міста, за сферою діяльності \| Підприємства роздрібної торгівлі міста, за сферою діяльності \| \| Рік \| 2002 р. \| 2001 р. \| \| ------------------------------------------------------------ \| ------------------------------------------------------------ \| ------------------------------------------------------------ \| \| Продукти харчування \| 42,3% \| 41,2% \| \| Одяг та взуття \| 13,5% \| 13,7% \| \| Товари для дому \| 13,5% \| 9,8% \| \| Книги та періодичні видання \| 0% \| 0% \| \| Промислова хімічна продукція \| 11,5% \| 13,7% \| \| Продукція, пов'язана з транспортними засобами \| 1,9% \| 3,9% \| \| Інше \| 17,3% \| 17,6% \| \| Усього підприємств \| 52 \| 51 \| |         |         |
| Підприємства роздрібної торгівлі міста, за сферою діяльності |         |         |
| Рік | 2002 р. | 2001 р. |
| Продукти харчування | 42,3%   | 41,2%   |
| Одяг та взуття | 13,5%   | 13,7%   |
| Товари для дому | 13,5%   | 9,8%    |
| Книги та періодичні видання | 0%      | 0%      |
| Промислова хімічна продукція | 11,5%   | 13,7%   |
| Продукція, пов'язана з транспортними засобами | 1,9%    | 3,9%    |
| Інше | 17,3%   | 17,6%   |
| Усього підприємств | 52      | 51      |

#### Сфера послуг
| \| Підприємства міста, що працюють у сфері послуг, за діяльністю \| Підприємства міста, що працюють у сфері послуг, за діяльністю \| Підприємства міста, що працюють у сфері послуг, за діяльністю \| \| Рік \| 2002 р. \| 2001 р. \| \| ------------------------------------------------------------- \| ------------------------------------------------------------- \| ------------------------------------------------------------- \| \| Гуртова торгівля \| 6,2% \| 3,8% \| \| Готелі та готельний бізнес \| 21% \| 23,1% \| \| Транспорт та зв'язок \| 21% \| 21,8% \| \| Посередницькі фінансові послуги \| 3,7% \| 3,8% \| \| Послуги підприємствам \| 3,7% \| 3,8% \| \| Послуги фізичним особам \| 37% \| 34,6% \| \| Нерухомість та ін. \| 7,4% \| 9% \| \| Усього підприємств \| 81 \| 78 \| |         |         |
| Підприємства міста, що працюють у сфері послуг, за діяльністю |         |         |
| Рік | 2002 р. | 2001 р. |
| Гуртова торгівля | 6,2%    | 3,8%    |
| Готелі та готельний бізнес | 21%     | 23,1%   |
| Транспорт та зв'язок | 21%     | 21,8%   |
| Посередницькі фінансові послуги | 3,7%    | 3,8%    |
| Послуги підприємствам | 3,7%    | 3,8%    |
| Послуги фізичним особам | 37%     | 34,6%   |
| Нерухомість та ін. | 7,4%    | 9%      |
| Усього підприємств | 81      | 78      |

## Житловий фонд
У 2001 р. 5,1% усіх родин (домогосподарств) мали житло метражем до 59 м2, 38,7% - від 60 до 89 м2, 43% - від 90 до 119 м2 і
13,1% - понад 120 м2.

З усіх будівель у 2001 р. 50,5% було одноповерховими, 36,7% - двоповерховими, 10,3
% - триповерховими, 2,3% - чотириповерховими, 0,2% - п'ятиповерховими, 0% - шестиповерховими,
0% - семиповерховими, 0% - з вісьмома та більше поверхами.

## Автопарк
| \| Автомобілі, зареєстровані у місті, за призначенням \| Автомобілі, зареєстровані у місті, за призначенням \| Автомобілі, зареєстровані у місті, за призначенням \| \| Рік \| 2006 р. \| 2005 р. \| \| -------------------------------------------------- \| -------------------------------------------------- \| -------------------------------------------------- \| \| Приватні автомобілі \| 67,6% \| 67,5% \| \| Мотоцикли \| 7,7% \| 7,5% \| \| Вантажівки \| 19,4% \| 18,3% \| \| Трактори \| 0,8% \| 1,6% \| \| Автобуси та ін. \| 4,6% \| 5,2% \| \| Усього автомобілів \| 2.496 шт. \| 2.426 шт. \| |           |           |
| Автомобілі, зареєстровані у місті, за призначенням |           |           |
| Рік | 2006 р.   | 2005 р.   |
| Приватні автомобілі | 67,6%     | 67,5%     |
| Мотоцикли | 7,7%      | 7,5%      |
| Вантажівки | 19,4%     | 18,3%     |
| Трактори | 0,8%      | 1,6%      |
| Автобуси та ін. | 4,6%      | 5,2%      |
| Усього автомобілів | 2.496 шт. | 2.426 шт. |

## Вживання каталанської мови
У 2001 р. каталанську мову у місті розуміли 96,9% усього населення (у 1996 р. - 95,4%), вміли говорити нею 82,4% (у 1996 р. - 
80%), вміли читати 81,6% (у 1996 р. - 71,3%), вміли писати 55
% (у 1996 р. - 46%). Не розуміли каталанської мови 3,1%.

## Політичні уподобання
У виборах до Парламенту Каталонії у 2006 р. взяло участь 1.580 осіб (у 2003 р. - 1.822 особи). Голоси за політичні сили розподілилися таким чином:
| \| Вибори до Парламенту Каталонії \| Вибори до Парламенту Каталонії \| Вибори до Парламенту Каталонії \| \| Рік \| 2006 р. \| 2003 р. \| \| -------------------------------------- \| ------------------------------ \| ------------------------------ \| \| Конвергенція та Єднання (CiU) \| 38,5% \| 39,6% \| \| Соціалістична партія Каталонії (PSC) \| 31,5% \| 32,5% \| \| Народна партія (PP) \| 4,1% \| 4,4% \| \| Ініціатива за зелену Каталонію (IC) \| 9,1% \| 4,9% \| \| Республіканська лівиця Каталонії (ERC) \| 14% \| 17,7% \| \| Громадянська партія (C's) \| 1,7% \| 0% \| \| Інші \| 1% \| 0,8% \| |         |         |
| Вибори до Парламенту Каталонії |         |         |
| Рік | 2006 р. | 2003 р. |
| Конвергенція та Єднання (CiU) | 38,5%   | 39,6%   |
| Соціалістична партія Каталонії (PSC) | 31,5%   | 32,5%   |
| Народна партія (PP) | 4,1%    | 4,4%    |
| Ініціатива за зелену Каталонію (IC) | 9,1%    | 4,9%    |
| Республіканська лівиця Каталонії (ERC) | 14%     | 17,7%   |
| Громадянська партія (C's) | 1,7%    | 0%      |
| Інші | 1%      | 0,8%    |

У муніципальних виборах у 2007 р. взяло участь 1.823 особи (у 2003 р. - 1.919 осіб). Голоси за політичні сили розподілилися таким чином:
| \| Муніципальні вибори \| Муніципальні вибори \| Муніципальні вибори \| \| Рік \| 2007 р. \| 2003 р. \| \| -------------------------------------- \| ------------------- \| ------------------- \| \| Конвергенція та Єднання (CiU) \| 55,6% \| 45,3% \| \| Соціалістична партія Каталонії (PSC) \| 14,5% \| 17,8% \| \| Народна партія (PP) \| 0,8% \| 0% \| \| Ініціатива за зелену Каталонію (IC) \| 9,5% \| 18,2% \| \| Республіканська лівиця Каталонії (ERC) \| 19,6% \| 18,7% \| \| Громадянська партія (C's) \| 0% \| 0% \| \| Інші \| 0% \| 0% \| |         |         |
| Муніципальні вибори |         |         |
| Рік | 2007 р. | 2003 р. |
| Конвергенція та Єднання (CiU) | 55,6%   | 45,3%   |
| Соціалістична партія Каталонії (PSC) | 14,5%   | 17,8%   |
| Народна партія (PP) | 0,8%    | 0%      |
| Ініціатива за зелену Каталонію (IC) | 9,5%    | 18,2%   |
| Республіканська лівиця Каталонії (ERC) | 19,6%   | 18,7%   |
| Громадянська партія (C's) | 0%      | 0%      |
| Інші | 0%      | 0%      |